# Ray Ross
Ray Ross es un deportista británico que compitió en judo. Ganó dos medallas de bronce en el Campeonato Europeo de Judo en los años 1965 y 1967.

## Palmarés internacional
| Campeonato Europeo | Campeonato Europeo | Campeonato Europeo | Campeonato Europeo |
| Año                | Lugar              | Medalla            | Categoría          |
| ------------------ | ------------------ | ------------------ | ------------------ |
| 1965               | Madrid (España)    | Medalla de bronce  | –80 kg             |
| 1967               | Roma (Italia)      | Medalla de bronce  | –93 kg             |